# ブレット・マーシャル
ブレット・エドワード・マーシャル（Brett Edward Marshall , 1990年3月22日 - ）は、アメリカ合衆国テキサス州ハイランズ出身の元プロ野球選手（投手）。右投右打。

## 経歴

### ヤンキース時代
2008年に、MLBドラフト6巡目 (全体200位) でニューヨーク・ヤンキースから指名を受け、8月6日に契約。契約時にサインボーナスとして85万ドルを受け取った。この年はルーキー級ガルフ・コーストリーグ・ヤンキースで3試合に登板した。
2009年はA級チャールストン・リバードッグスで17試合に登板し、3勝6敗、防御率5.56だった。
2010年はガルフ・コーストリーグ、A級チャールストンでプレーし、9月5日からはA級+タンパ・ヤンキースでプレー。A級では13試合に登板し、4勝2敗、防御率2.50だった。
2011年はA級+タンパで27試合に登板し、9勝7敗、防御率3.78だった。
2012年はAA級トレントン・サンダーで27試合に登板し、13勝7敗、防御率3.52だった。オフの11月20日にヤンキースとメジャー契約を結び、40人枠入りを果たした。
2013年3月11日にAAA級スクラントン・ウィルクスバリ・レイルライダースへ異動し、開幕をAAA級で迎えた。5月15日にメジャーへ昇格し、同日のシアトル・マリナーズ戦でメジャーデビュー。4回から登板し、5.2回を投げたがカイル・シーガーとラウル・イバニェスによる2本塁打を含む9安打を放たれ5失点を献上。翌日AAA級スクラントン・ウィルクスバリに降格した。9月1日にメジャーへ再昇格した。この年は3試合に登板し、0勝0敗、防御率4.50だった。オフの12月19日にカルロス・ベルトランの加入に伴いDFAとなった。

### レッズ傘下時代
2013年12月23日にウェーバーでシカゴ・カブスへ移籍した。
2014年2月12日にウェーバーでシンシナティ・レッズへ移籍した。AAA級ルイビル・バッツで開幕を迎え、7試合に登板。0勝5敗、防御率10.97と結果を残せない中、7月10日にDFAとなった。7月12日にAAA級ルイビルへ降格した。AAA級では16試合に登板し、1勝10敗、防御率6.53だった。オフの11月4日にFAとなった。

### ロッキーズ傘下時代
2014年11月22日にロッキーズとマイナー契約し、翌年のスプリングトレーニングに招待選手として参加することになった。
2015年7月12日にリリースされた。

### ロッキーズ退団後
2015年7月30日に独立リーグ・フロンティアリーグのエバンズビル・オッターズと契約した。9月6日に退団後はアトランティックリーグのシュガーランド・スキーターズと契約してプレーした。
2016年2月22日にタンパベイ・レイズとマイナー契約を結び、AA級モンゴメリー・ビスケッツに配属されたが、15試合に登板して防御率8.24の成績に終わり、5月27日にリリースされた。
その後はシュガーランド・スキーターズに再入団して2018年6月までプレー。同リーグのサザンメリーランド・ブルークラブス、ロングアイランド・ダックスと渡り歩き、2019年5月にロングアイランド・ダックスを退団した。 

## 詳細情報

### 年度別投手成績
| 年 度    | 球 団    | 登 板 | 先 発 | 完 投 | 完 封 | 無 四 球 | 勝 利 | 敗 戦 | セ 丨 ブ | ホ 丨 ル ド | 勝 率 | 打 者 | 投 球 回 | 被 安 打 | 被 本 塁 打 | 与 四 球 | 敬 遠 | 与 死 球 | 奪 三 振 | 暴 投 | ボ 丨 ク | 失 点 | 自 責 点 | 防 御 率 | W H I P |
| -------- | -------- | ----- | ----- | ----- | ----- | -------- | ----- | ----- | -------- | ----------- | ----- | ----- | -------- | -------- | ----------- | -------- | ----- | -------- | -------- | ----- | -------- | ----- | -------- | -------- | ------- |
| 2013     | NYY      | 3     | 0     | 0     | 0     | 0        | 0     | 0     | 0        | 0           | -     | 54    | 12.0     | 13       | 3           | 7        | 0     | 1        | 7        | 2     | 0        | 6     | 6        | 4.50     | 1.67    |
| MLB：1年 | MLB：1年 | 3     | 0     | 0     | 0     | 0        | 0     | 0     | 0        | 0           | -     | 54    | 12.0     | 13       | 3           | 7        | 0     | 1        | 7        | 2     | 0        | 6     | 6        | 4.50     | 1.67    |

### 背番号
- 70 (2013年)